# Помаранчева революція (фільм, 2007)
Помаранчева революція (англ. Orange revolution) — американський повнометражний документальний фільм 2007 року випуску York Zimmerman Inc. та режисера Стіва Йорка з приводу масових вуличних протестів, що мали місце після сфальсифікованих у 2004 році президентських виборів в Україні (Помаранчева революція).

## Нагороди
- 2007 Президентська нагорода, Чиказькій міжнародний документальний кінофестиваль[en][2]
- 2007 Бронзовий наліт, «Columbus» Міжнародний кінофестиваль[en]
- 2007 Нагорода «Proskar» за найкращу документалістику, Сіетлський міжнародний кінофестиваль[en][3]

## Покази та фестивалі
- 2009 Council on Foreign Relations, Washington, D.C.
- 2009 The Metta Center for Nonviolence, Berkeley, CA [Архівовано 27 квітня 2014 у Wayback Machine.]
- 2009 University of British Columbia, Canada "Cinema Politica: Screening Truth to Power" Series [Архівовано 26 квітня 2014 у Wayback Machine.]
- 2009 Cairo Human Rights Film Festival[4]
- 2008 Portland Art Museum [Архівовано 26 квітня 2014 у Wayback Machine.]
- 2008 Harvard Law School [Архівовано 26 квітня 2014 у Wayback Machine.]
- 2007 The San Francisco International Film Festival
- 2007 DOCNZ Film Festival, New Zealand [Архівовано 25 травня 2010 у Wayback Machine.] Asia Pacific Premiere
- 2007 Hot Docs: Canadian International Documentary Film Festival, Toronto Canadian Premiere
- 2007 Seattle International Film Festival
- 2007 AFI Fest, Los Angeles
- 2007 United Nations International Film Festival, Stanford University [Архівовано 22 липня 2013 у Wayback Machine.]
- 2007 Chicago International Documentary Film Festival World Premiere